# قائمة الاحتجاجات البيئية
- احتجاج مصنع شينفا للألمنيوم 2010
- احتجاج حمل أسم الجنون ضد البيئة
- معسكر للعمل المناخي
- حملة ضد تغير المناخ
- المناخ راش
- يوم الأرض (يستمر من 1970)
- الأرض أولاً!
- أفريقيا الأرض
- ضربة الأرض (2018-)
- نهاية التضاريس 2015
- تمرد ضد الانقراض
- احتجاجات جيزي بارك
- مسيرة المناخ العالمي
- يوم العمل العالمي
- الحظر الأخضر
- غوريندي سترايك
- ارفعوا أيديكم عن غابتنا
- منازل قبل الطرق

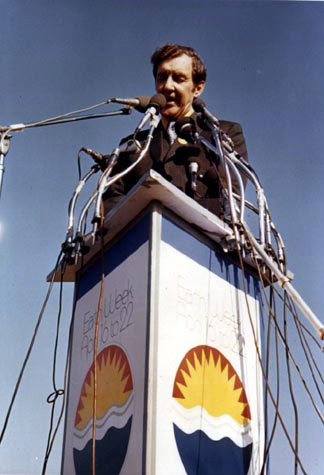
السيناتور الأمريكي ادموند موسكي يتحدث إلى ما يقدر بنحو 40000 مواطن في حديقة فيرمونت وفيلادلفيا في يوم الأرض 1970.

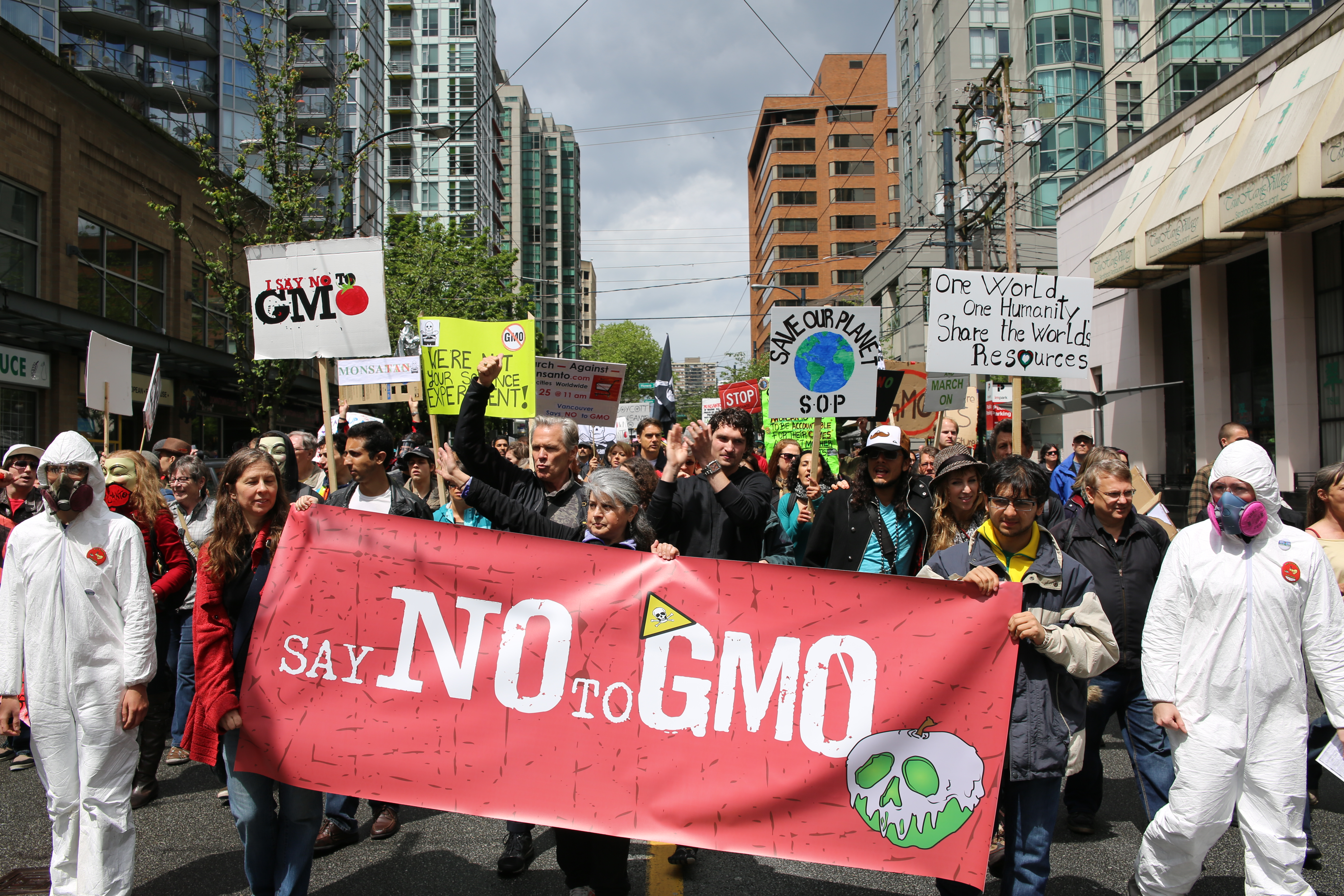
مسيرة ضد مونسانتو ، فانكوفر ، كندا ؛ 25 مايو 2013.

- التحالف النسائي الأسترالي للأحتجاج ضد خطط الحكومة لإلقاء النفايات المشعة في أراضيهم
- احتجاجات قناة الحب
- مسيرة ضد مونسانتو
- مارس للعلوم (2017)
  - مسيرة للعلوم بورتلاند
- تجربة نيفادا الصحراوية
- أزمة أوكا
- مسيرة المناخ الشعبية (2014)
- مسيرة المناخ الشعبية (2017)
- طائرة جنون
- طائرة غبي
- احتجاج تشيدونغ
- احتجاجات الطماطم في مونتاني
- حملة انقاذ منابوري
- قل نعم المظاهرات
- الإضراب المدرسي للمناخ / أيام الجمعة للمستقبل (2018-)
  - الإضرابات المناخية في سبتمبر 2019
- احتجاج شيفانغ
- وقف الفوضى المناخية
- أحتجاجات الحجز الهندي الدائم
- أحتجاجات غابة هامباخر